# Gypsies
Pour les articles homonymes, voir Gypsy.
Gypsies est une série télévisée québécois en dix épisodes de 45 minutes scénarisée par Arlette Cousture, réalisée par François Bouvier, et diffusée du 20 janvier au 23 mars 2000 à la Télévision de Radio-Canada.

## Synopsis
Les tribulations d'un groupe de romanichels des temps modernes, sur une dizaine de jours. De village en village, en passant d'une fête foraine à une autre, des forains trimbalent leurs manèges, leur barbe à papa et leurs stands de peluches à gagner en s'accrochant à toutes sortes de rêves,,.

## Distribution
- Emmanuel Bilodeau : Dominic Nadeau dit Le Mur
- Markita Boies : Thérèse Duquette dite La Petite Caisse
- Benoît Brière : Lucien Gravel dit Le Prof
- Henri Chassé : Arthur
- Louis Philippe Dandenault : Dany Garand dit Gym
- Sébastien Huberdeau : Marco Dubois dit Tit-Kid
- Marcel Leboeuf : Philippe Poliquin dit La Banque, mari de Thérèse
- Fanny Mallette :  Lili-Anne Craig dite Pipiche, fille de Sheila
- Guy Nadon : Roméo Denault dit Cash
- Linda Roy : Sheila Craig dite La Douce
- Marcel Sabourin : Rosaire Baril dit Le Kid
- Luc Senay : Marcel Lefebvre dit La Pince
- Robert Toupin : Roger Cauchon dit Coach
- Jessica Welch : Nancy[6]

## Fiche technique
- Scénariste : Arlette Cousture
- Réalisation : François Bouvier[7]
- Producteur : Michel Gauthier
- Production : Michel Gauthier Productions inc.
- Musique originale : Clode Hamelin

## Épisodes
1. Un certain dimanche… Un certain lundi…
2. Un certain mardi…
3. Un certain mercredi…
4. Un certain jeudi…
5. Un certain vendredi…
6. Un certain samedi…
7. Un certain dimanche…
8. Un certain lundi…
9. Un certain mardi…
10. Un certain mercredi…

## Accueil de la critique
L'accueil de la critique est plutôt réservé. Malgré l'auteur et les acteurs, c'est le peu d'intérêt suscité par cette chronique qui est mis en avant,. Mais cette série figure toutefois dans une rétrospective des séries télé marquantes de l'année 2000 dressée en 2015 par Le Journal de Québec.